# National Academy of Design

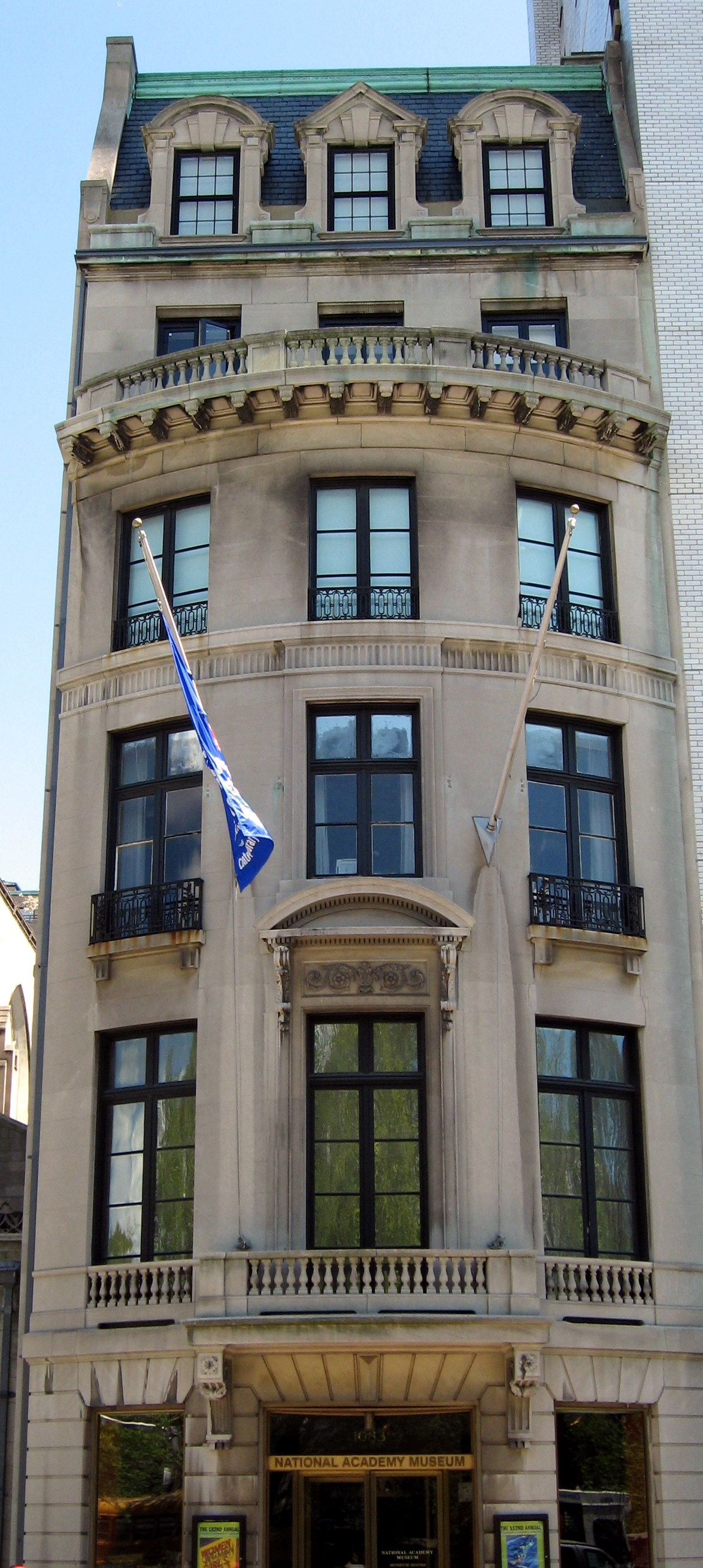
Budynek National Academy Museum

The National Academy of Design (obecnie The National Academy) – honorowe stowarzyszenie amerykańskich artystów z siedzibą w Nowym Jorku. Przy Akademii działają również muzeum (National Academy Museum) i szkoła sztuk pięknych (National Academy School of Fine Arts). Celem stowarzyszenia jest promocja sztuk pięknych w Ameryce poprzez naukę i działalność wystawienniczą. Akademia zrzesza profesjonalnych artystów: malarzy, rzeźbiarzy i architektów, którzy sami wybierają kolejnych członków.

## Historia
National Academy of Design powstała w 1825 r., a wśród jej założycieli znajdowali się m.in. Samuel Morse, Asher Brown Durand i Thomas Cole.
Przyszli założyciele National Academy byli studentami American Academy of Fine Arts. Brak właściwego, ich zdaniem, wsparcia pedagogicznego ze strony uczelni, której zarząd składał się z kupców, prawników i lekarzy pod przewodnictwem nierozumiejącego potrzeb studentów pułkownika Johna Trumbulla, znanego artysty z okresu amerykańskiej wojny o niepodległość, doprowadził w 1825 roku do utworzenia przez Samuela Morse’a oraz innych studentów towarzystwa rysowniczego. Jego członkowie spotykali się kilka razy w tygodniu, aby doskonalić swe umiejętności artystyczne. Towarzystwo to wciąż było postrzegane jako organizacja zależna od macierzystej Academy of Fine Arts, przez którą jego członkowie czuli się zaniedbywani. Miała miejsce próba załagodzenia różnic i utrzymania jedności uczelni – chciano do grona dyrektorów Academy of Fine Arts powołać sześciu artystów należących do stowarzyszenia. Jednakże czterech spośród kandydatów nie zostało wybranych i nastąpił ostateczny rozłam. Powstała niezależna National Academy of Design.

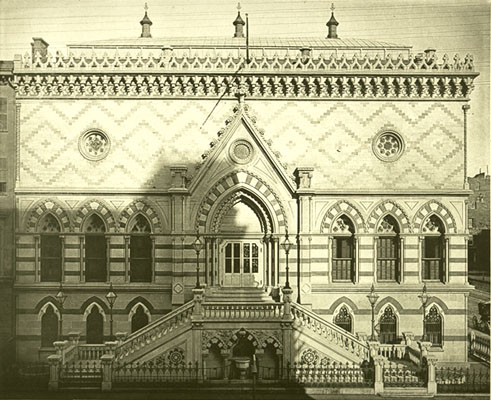
National Academy of Design (1863-65), budynek towarzystwa wzorowany na Pałacu Dożów w Wenecji

Stowarzyszenie kilkakrotnie zmieniało siedzibę. Jedną z nich była powstała w latach 1863–1865 budowla będąca mieszanką neogotyku i neorenesansu, wzorowana na weneckim Pałacu Dożów. Od 1942 roku Akademia mieści się (stan w 2008) w budynku przy Piątej Alei między Osiemdziesiątą Dziewiątą i Dziewięćdziesiątą Ulicą, w którym mieszkali wcześniej rzeźbiarka Anna Hyatt Huntington oraz Archer Milton Huntington.

## Działalność
Od 1826 r. organizowane są (zmieniane kilka razy w roku) wystawy i prowadzona jest działalność edukacyjna w ramach National Academy School of Fine Arts.
National Academy Museum zgromadziło ponad 8 tys. obrazów, rzeźb i innych dzieł sztuki, reprezentujących wszystkie gatunki i trendy w amerykańskiej sztuce XIX i XX w. Większość eksponatów pochodzi z darów nowych członków, którzy w ten sposób wzbogacali zbiory. W ciągu ponad 180 lat istnienia przez stowarzyszenie przewinęło się ponad 2 tys. członków, m.in. Albert Bierstadt, Frederic E. Church, Thomas Eakins, Helen Frankenthaler, Frank Gehry, Horatio Greenough, Charles Gwathmey, Winslow Homer, Jasper Johns, Maya Lin, Tom Otterness, Ieoh Ming Pei, Robert Rauschenberg, Dorothea Rockburne, John Singer Sargent, Wayne Thiebaud, Frank Lloyd Wright, Aaron Draper Shattuck i Andrew Wyeth. Akademia nadal odgrywa kluczową rolę w promowaniu i wspieraniu sztuk wizualnych w Stanach Zjednoczonych.